# کاکوس

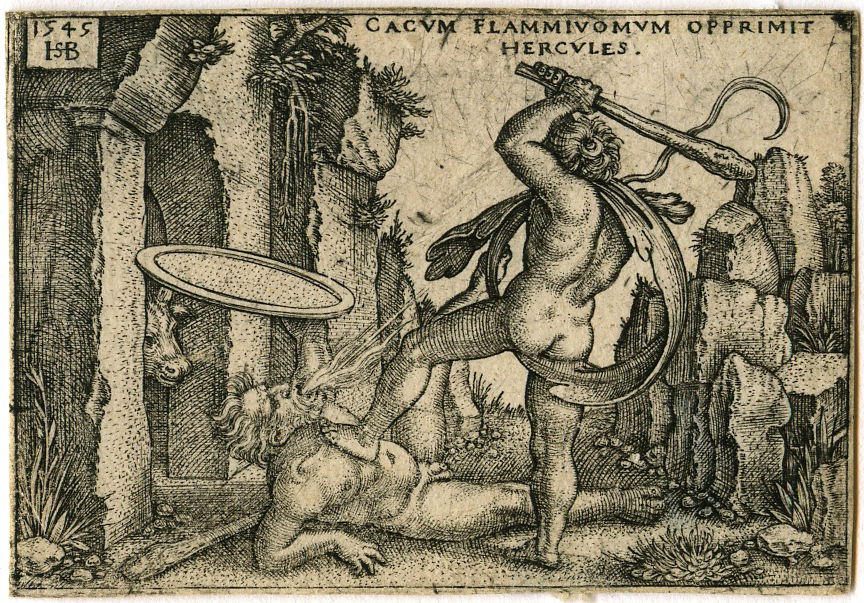
هرکول در حال کشتن کاکوس آتش‌نفس، حکاکی اثر سبالد بهام (۱۵۴۵)

کاکوس (یونانی باستان: Κάκος) در اسطوره‌شناسی یونانی و اسطوره‌شناسی روم غول آتشین نفس و پسر ولکان (اسطوره) بود. پلوتارک او را پسر هفائستوس نامید. هرکول در دهمین خان از دوازده‌خانش او را، پس از وحشت‌آفرینی در تپه آونتین و قبل از پیدایش رم، کشت.
ویرژیل او را هیولایی آتشین‌نفس، تیتوس لیویوس و هوراس یک چوپان و دانته یک سانتور می‌دانند.

## داستان
او در غاری در ایتالیا و در جایی که بعدها شهر روم بنا شد می‌زیست. در آنجاها، او برای افراد ساکن رعب و وحشت ایجاد می‌کرد و از گوشت ساکنانش تغذیه می‌کرد و سَرهای قربانیان خویش را بر درب‌های غارش میخ می‌کرد تا سرانجام به‌دست هرکولس از پای درآمد.
برطبق روایت اواندر، هرکول پس از کشتن گروئون و ربودن گاوهایش نزدیک آشیانه‌ی کاکوس توقف کرد تا گاوان را با علوفه‌ی تازه بازپروری کند. پس چون در نزدیکی رود تیبر به‌خواب رفت، کاکوس، مسحور زیبایی آن گاوان، مخفیانه هشت تای آنان را به غارش کشاند، آنهم نه با کشاندن افسارشان، بلکه دُمشان؛ زیرا می‌خواست ردپاهایی معکوس و گیج‌کننده برای هرکول باقی گذاشته باشد. پس چون هرکولس از خواب برخاست، نظری بر احشام انداخت و دید که چندتایشان کم است. پس به نزدیک‌ترین غار شتافت، لیکن دید که سمت‌وسوی تمامی ردپاها نه به داخل غار، بلکه به بیرونش است. پس گیج و مبهوت شروع‌به دور کردن بقیه‌ی گله از آن مکان ناامن کرد. چون داشت گله را دور می‌برد، شماری از ماده‌گاوانش براثر نبودِ ماده‌گاوانِ دیگر زوزه‌ای کشیدند؛ ازقضا ماده‌گاوان محبوس در غار کاکوس نیز با زوزه‌ای متقابل پاسخشان دادند که به سمع هرکول رسید و این پهلوان را متوجه غار کرد. پس به‌سمت غار رفت. کاکوس کوشید از خود دفاع کند، لیکن با ضربه‌ی هرکول از پای درآمد و اهالی محل، از جمله اواندر که از دست آن هیولا رسته بودند، هرکول را ستودند و مذبحی موسوم‌به «بزرگ‌ترین محراب» وقفش کردند.